# Andrzej Jakubowski
Andrzej Stanisław Jakubowski (ur. 9 listopada 1953 w Warszawie) – polski samorządowiec, przedsiębiorca i inżynier, w latach 2006–2010 zastępca prezydenta Koszalina, w latach 2010–2014 wicemarszałek województwa zachodniopomorskiego.

## Życiorys
Absolwent Technikum Elektroniczno-Elektrycznego w Bydgoszczy i studiów z inżynierii materiałowej w Wyższej Szkole Inżynierskiej w Koszalinie. Kształcił się także podyplomowo w zakresie rachunkowości. Pracował w Wojewódzkim Urzędzie Telekomunikacji w Koszalinie, a także prowadził własne przedsiębiorstwo. Działał także w lokalnych stowarzyszeniach, m.in. jako założyciel i szef Lions Club Koszalin oraz przewodniczący Społecznego Komitetu Ratowania Starego Koszalina.
W 2003 wstąpił do Platformy Obywatelskiej. Obejmował w niej funkcję wiceprzewodniczącego koła Koszalin-Śródmieście, członka zarządu władz powiatowych i członka rady krajowej. W 2006 bez powodzenia kandydował do rady miejskiej Koszalina, natomiast 6 grudnia 2006 został zastępcą prezydenta miasta, odpowiedzialnym m.in. za gospodarkę komunalną, sport, kulturę, sprawy społeczne oraz inwestycje infrastrukturalne. W marcu 2008 awansowany na pierwszego wiceprezydenta, odpowiedzialnego za inwestycje, rozwój i współpracę międzynarodową. Pierwszym zastępcą był do lipca 2010, kiedy wskutek choroby prezydenta Mirosława Mikietyńskiego tę funkcję objął Piotr Jedliński. W 2010 uzyskał mandat radnego sejmiku zachodniopomorskiego IV kadencji.
7 grudnia 2010 został wybrany wicemarszałkiem województwa zachodniopomorskiego, odpowiedzialnym m.in. za sprawy unijne. Zakończył sprawowanie funkcji wraz z końcem kadencji zarządu 20 grudnia 2014. W wyborach w tym samym roku uzyskał mandat w koszalińskiej radzie miejskiej, od grudnia 2014 do marca 2015 będąc jej wiceprzewodniczącym. Następnie do lipca 2016 pozostawał zastępcą burmistrza Gościna, później objął funkcję kanclerza Uniwersytetu Szczecińskiego. W styczniu 2016 wystąpił z PO. W 2018 ubiegał się o prezydenturę Koszalina (jako bezpartyjny z poparciem Prawa i Sprawiedliwości), przegrywając w pierwszej turze z Piotrem Jedlińskim i zdobywając 2. miejsce z 21,2% głosów. Utrzymał wówczas natomiast mandat radnego. W wyborach parlamentarnych w 2023 bez powodzenia kandydował z ramienia Prawa i Sprawiedliwości do Senatu RP w okręgu wyborczym nr 100.

## Życie prywatne
Żonaty z Teresą, ma syna Oskara i córkę Gracjanę.